# Crematogaster laeviceps
Crematogaster laeviceps är en myrart som beskrevs av Smith 1858. Crematogaster laeviceps ingår i släktet Crematogaster och familjen myror.

## Underarter
Arten delas in i följande underarter:
- C. l. broomensis
- C. l. chasei
- C. l. clarior
- C. l. laeviceps

## Bildgalleri

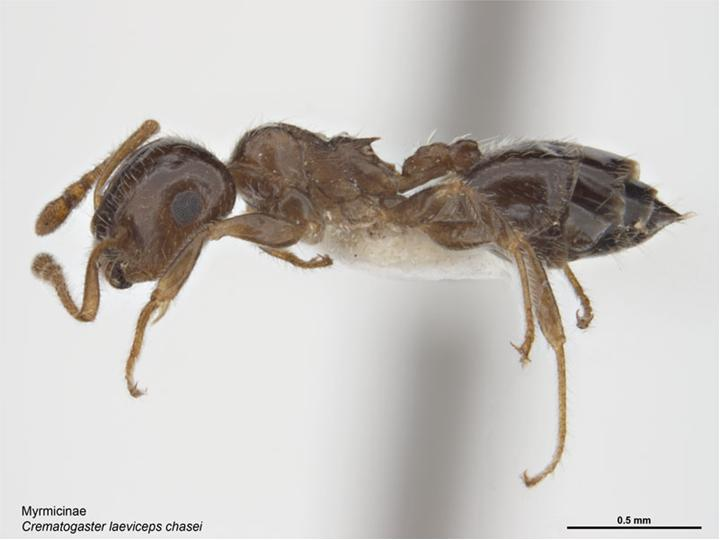